# Hai (Tanzania)
Hai è una città della Tanzania, compresa nell'omonimo distretto. La città di Hai è un grande agglomerato urbano dove il centro abitato principale risulta essere Bomangome (in alternativa chiamata dai dialetti Boma Ng'ombe, Bomang'ombe o Boma la Ng'ombe).

## Geografia fisica
La città si trova tra il fiume Sanya e la gola del Mungushi.

## Società

### Evoluzione demografica
La popolazione della metropoli è di circa 34 098 individui, sulla base del censimento del 2002 in Tanzania.

## Cultura
Ci sono numerose scuole in città; tuttavia, l'unica scuola di specializzazione, a partire dal 2012, è stato il liceo Isala.

## Economia
La città ha un mercato che è aperto due volte alla settimana.

## Infrastrutture e trasporti
La metropoli è servita dalla strada Arusha-Himo, che la collega all'Aeroporto Internazionale del Kilimangiaro, distante circa diciassette chilometri.